# Gynoplistia (Gynoplistia) basituberosa
Gynoplistia (Gynoplistia) basituberosa is een tweevleugelige uit de familie steltmuggen (Limoniidae). De soort komt voor in het Neotropisch gebied.